# Helena Dobrovoljc
Helena Dobrovoljc [heléna dobrovóljc], slovenska jezikoslovka in slovenistika, * 1. oktober 1971, Kranj. Živi v Kamniku.

## Življenje in delo
Po končani naravoslovno-matematični srednji šoli v Kamniku se je leta 1990 vpisala na Filozofsko fakulteto v Ljubljani, kjer je leta 1995 diplomirala iz slovenskega jezika in književnosti. Leta 2001 je zagovarjala magisterij z naslovom »Pereča pravopisna vprašanja slovenskega knjižnega jezika od Škrabca do danes« (COBISS). Doktorica jezikoslovnih znanosti je postala leta 2004 z doktorsko disertacijo »Preverba slovenske teorije jezikovne naravnosti ob slovenskem (obliko)skladenjskem gradivu« (COBISS) na Oddelku za primerjalno in splošno jezikoslovje Filozofske fakultete v Ljubljani. Zaposlena je na Inštitutu za slovenski jezik Frana Ramovša Znanstvenoraziskovalnega centra SAZU v Laboratoriju za korpus slovenskega jezika kot znanstvena sodelavka. Kot predavateljica predmetov Slovenski jezik in Normativistika je od leta 2008 zaposlena na Fakulteti za humanistiko Univerze v Novi Gorici. V letih 2010–2012 je sodelovala z Inštitutom Urban Jarnik pri standardizaciji ledinskih imen na avstrijskem Koroškem in predavala predmer Slovenski pravopis med normo in rabo na Alpsko-jadranski univerzi v Celovcu. Od leta 2014 sodeluje na Podiplomski šoli ZRC SAZU. 
Pri raziskovalnem delu se posveča vprašanjem sodobnega slovenskega jezika, zlasti knjižnega jezika in njegove norme, pravopisju, leksikografskim in leksikološkim vprašanjem ter jezikovnemu svetovanju in sociolingvistiki.  
Od leta 2013 je moderatorka Jezikovne svetovalnice na Inštitutu za slovenski jezik Frana Ramovša ZRC SAZU in vodja Pravopisne komisije pri SAZU in ZRC SAZU, od leta 2018 pa vodja Pravopisne sekcije Inštituta za slovenski jezik Frana Ramovša. Redno predstavlja aktualna vprašanja sodobnega slovenskega jezika v širši javnosti (Jezikovno svetovanje, Kiks, Jezikanja, Minute za jezik, Beseda tedna, Dobro jutro).  
Njeno drugo raziskovalno področje je slovenska (obliko)skladnja v luči slovenske teorije jezikovne naravnosti.
Uredniško delo
Je urednica zbirke znanstvenih monografij (Lingua Slovenica) in zbranih del slovenskih jezikoslovcev (Lingua Slovenica – Fontes) ki izhajata od leta 2004 pri Založbi ZRC. Soduredila je več monografskih publikacij, ki obravnavajo vprašanja sodobnega knjižnega jezika in njegove kodifikacije (Pravopisna stikanja, Pravopisna razpotja, Kje pa vas jezik žuli?). 
Je članica več programskih odborov znanstvenih konferenc (Jezikovne tehnologije in digitalna humanistika 2016, 2018, 2020; Obdobja 2016, 2019; Škrabčevi dnevi 2011–), uredniškega odbora revije Alternator in Kamniškega zbornika (2014–), od leta 2014 pa uredniškega odbora portala Fran in uredniškega sveta Novega etimološkega slovarja slovenskega jezika. 
Od leta 2018 sodeluje v Komisiji za standardizacijo zemljepisnih imen Vlade Republike Slovenije. 
V letih 2013–2014 je sodelovala v skupini za pripravo Akcijskega načrta za jezikovno opremljenost pri Ministrstvu za kulturo Republike Slovenije.
Kot tehnična urednica je sodelovala pri pripravi elektronske izdaje Slovenskega pravopisa leta 2003 in Pleteršnikovega Slovensko-nemškega slovarja. V letih 2002–2005 je sodelovala pri pripravi besedilnega korpusa Nova beseda v Laboratoriju za korpus slovenskega jezika.
Raziskovalno programsko in projektno delo 
Sodelovala je pri projektih Jezikovna politika Republike Slovenije in potrebe uporabnikov (V6-1674), Vključitev izbranih slovnic slovenskih avtorjev v mednarodno bazo CTLF – Corpus de textes linguistiques fondamentaux in priprava portala slovenskih slovnic in pravopisov (J6-4092), Leksikografske in leksikološke raziskave slovenskega jezika z uporabo digitalnih jezikovnih virov (L6-5405), Spletni seznam besed slovenskega jezika (V6-0123), Sodobni pravopisni priročnik v knjižni, elektronski in spletni različici (vodja; L6-0166), Pomenski stavčni analizator (za slovenski jezik), v konzorciju s podjetjem Amebis in Inštitutom Jožef Stefan (E-vsebine in e-storitve) in v programu Slovenski jezik v sinhronem in diahronem razvoju (P6-0038).

## Izbrana bibliografija
- 2002: Slovenski pravopisni priročnik z vidika norme in predpisa. Jezikosl. zap., št. 1, str. 63–94. (COBISS)
- 2004: Pravopisje na Slovenskem, (Zbirka Lingua Slovenica). Ljubljana: Založba ZRC, ZRC SAZU, 319 str., ilustr. ISBN 961-6500-52-X. (COBISS)
- 2005:  Slovenska teorija jezikovne naravnosti s slovenskim (obliko)skladenjskim gradivom, (Zbirka Linguistica et philologica, 12). Ljubljana: Založba ZRC, ZRC SAZU, 222 str., graf. prikazi, preglednice. ISBN 961-6500-87-2. (COBISS)
- 2005: Pojav obratne zaznamovanosti (markedness reversal) pri obravnavi slovenskih števnikov s stališča slovenske teorije jezikovne naravnosti. Slav. rev., okt.–dec. 2005, letn. 53, št. 4, str. 533–552. (COBISS)
- 2005: Primerjalne skladenjske zgradbe s stališča slovenske teorije jezikovne naravnosti. Jezikosl. zap., 2005, 11, št. 1, str. 7–25. (COBISS)
- 2008: (z Natašo Jakop) Specializirani pravopisni priročnik (Predstavitev izhodišč, zasnove, ciljev in vzorčnih redakcij). Jezikosl. zap., 2008, 14, št. 1, str. 85–101. (COBISS)
- 2008: Jezik v e-poštnih sporočilih in vprašanja sodobne normativistike. V: Košuta, Miran (ur.). Slovenščina med kulturami, (Zbornik Slavističnega društva Slovenije, 19). Celovec [i. e.] Ljubljana: Slavistično društvo Slovenije, 2008, str. [295]–314. (COBISS)
- 2008: Vpliv variantnega predpisa na jezikovno rabo (Šest let po izidu Slovenskega pravopisa 2001). V: Jesenšek, Marko (ur.). Od Megiserja do elektronske izdaje Pleteršnikovega slovarja (Zora, 56). V Mariboru: Filozofska fakulteta, Oddelek za slovanske jezike in književnosti, str. 84–109. (COBISS)
- Kje pa vas jezik žuli?: prva pomoč iz Jezikovne svetovalnice, ZRC SAZU, 2020 (540 str.)